# Chloormethoxymethaan
Chloormethoxymethaan is een organische chloorverbinding met als brutoformule C2H5ClO. Het is een uiterst ontvlambare kleurloze vloeistof met een kenmerkende geur. De ontvlambaarheid wordt hoofdzakelijk veroorzaakt door het lage vlampunt.

## Toepassingen
Chloormethoxymethaan wordt gebruikt als alkylaat, als reagens voor chloormethylering en als industrieel oplosmiddel om onder andere dodecylbenzylchloride, polymeren en ionenwisselaarhars te produceren.

## Toxicologie en veiligheid
De stof vormt bij verbranding giftige gassen en dampen (onder andere fosgeen en waterstofchloride). Ze ontbindt bij contact met water, waardoor waterstofchloride en formaldehyde worden gevormd. Chloormethoxymethaan tast vele metalen aan in aanwezigheid van water.
Een groot deel van de risico's van de verbinding kan worden teruggevoerd op de vorming van een redelijk stabiel oxoniumion als het chlooratoom als chloride wordt afgesplitst. Er blijft een H2C=O+-CH3-deeltje over. Het deeltje vertoont rond het zuurstofatoom eenzelfde soort elektronen-structuur als het H3O+-deeltje. De positieve lading is verdeeld tussen zuurstof en het dubbel gebonden koolstofatoom. Nucleofielen als water, amines (in peptiden) en DNA-basen kunnen reageren, met de genoemde effecten als gevolg.
De stof is corrosief voor de ogen, de huid en de luchtwegen. Inademing van de stof kan longoedeem veroorzaken. De symptomen van longoedeem worden vaak pas na enkele uren merkbaar en zij worden verergerd door lichamelijke inspanning. De longen kunnen aangetast worden bij herhaalde of langdurige blootstelling. Chloormethoxymethaan is carcinogeen voor de mens.